# WTA 125 2024
Il WTA 125 2024 è stato il secondo livello professionistico di tennis femminile, dopo il WTA Tour 2024. Per il 2024 è stato costituito da trentasei tornei, il montepremi per torneo è di 115000 $.

## Calendario

### Gennaio
| Settimana | Torneo                                                                                                 | Campionesse                                 | Finaliste                  | Semifinaliste               | Eliminate ai quarti                            |
| --------- | --- | ------------------------------------------- | -------------------------- | --------------------------- | ---------------------------------------------- |
| 1 gennaio | Workday Canberra International Canberra, Australia 164000 $ – Cemento – 32S/32Q/16D Singolare – Doppio | Nuria Párrizas Díaz 6-4, 6-3                | Harriet Dart               | Clara Tauson Katie Volynets | Maya Joint Océane Dodin Anna Bondár Nao Hibino |
| 1 gennaio | Workday Canberra International Canberra, Australia 164000 $ – Cemento – 32S/32Q/16D Singolare – Doppio | Veronika Erjavec Darja Semeņistaja 6-2, 6-4 | Kaylah McPhee Astra Sharma | Clara Tauson Katie Volynets | Maya Joint Océane Dodin Anna Bondár Nao Hibino |

### Febbraio
| Settimana   | Torneo                                                                                          | Campionesse                                  | Finaliste                            | Semifinaliste                  | Eliminate ai quarti                                                         |
| ----------- | ----------------------------------------------------------------------------------------------- | -------------------------------------------- | ------------------------------------ | ------------------------------ | --------------------------------------------------------------------------- |
| 5 febbraio  | L&T Mumbai Open Mumbai, India 115000 $ – Cemento – 32S/16Q/16D Singolare – Doppio               | Darja Semeņistaja 5-7, 7-6(6), 6-2           | Storm Hunter                         | Arianne Hartono Katie Volynets | Polina Kudermetova Moyuka Uchijima Park So-hyun Alina Korneeva              |
| 5 febbraio  | L&T Mumbai Open Mumbai, India 115000 $ – Cemento – 32S/16Q/16D Singolare – Doppio               | Dalila Jakupović Sabrina Santamaria 6-4, 6-3 | Arianne Hartono Prarthana Thombare   | Arianne Hartono Katie Volynets | Polina Kudermetova Moyuka Uchijima Park So-hyun Alina Korneeva              |
| 19 febbraio | Puerto Vallarta Open Puerto Vallarta, Messico 115000 $ – Cemento – 32S/8Q/8D Singolare – Doppio | McCartney Kessler 5-7, 6-3, 6-0              | Taylah Preston                       | María Carlé Hailey Baptiste    | Julija Starodubceva Jéssica Bouzas Maneiro Robin Montgomery Léolia Jeanjean |
| 19 febbraio | Puerto Vallarta Open Puerto Vallarta, Messico 115000 $ – Cemento – 32S/8Q/8D Singolare – Doppio | Iryna Šymanovič Renata Zarazúa 6-2, 7-6(1)   | Angelica Moratelli Camilla Rosatello | María Carlé Hailey Baptiste    | Julija Starodubceva Jéssica Bouzas Maneiro Robin Montgomery Léolia Jeanjean |

### Marzo
| Settimana | Torneo | Campionesse                                            | Finaliste                     | Semifinaliste                      | Eliminate ai quarti                                            |
| --------- | --- | ------------------------------------------------------ | ----------------------------- | ---------------------------------- | -------------------------------------------------------------- |
| 11 marzo  | Fifth Third Charleston Charleston, Stati Uniti d'America 115000 $ – Cemento – 32S/16Q/16D Singolare – Doppio | Elisabetta Cocciaretto 6-3, 6-2                        | Diana Šnajder                 | Wang Yafan Greet Minnen            | Ėrika Andreeva Océane Dodin McCartney Kessler Rebeka Masarova  |
| 11 marzo  | Fifth Third Charleston Charleston, Stati Uniti d'America 115000 $ – Cemento – 32S/16Q/16D Singolare – Doppio | Olivia Gadecki Olivia Nicholls 6-2, 6-1                | Sara Errani Tereza Mihalíková | Wang Yafan Greet Minnen            | Ėrika Andreeva Océane Dodin McCartney Kessler Rebeka Masarova  |
| 25 marzo  | Megasaray Hotels Open Adalia, Turchia 115000 $ – Terra rossa – 32S/16Q/16D Singolare – Doppio                | Jéssica Bouzas Maneiro 6-2, 4-6, 6-2                   | Irina-Camelia Begu            | Simona Waltert Moyuka Uchijima     | Olga Danilović Polina Kudermetova Polona Hercog Zeynep Sönmez  |
| 25 marzo  | Megasaray Hotels Open Adalia, Turchia 115000 $ – Terra rossa – 32S/16Q/16D Singolare – Doppio                | Angelica Moratelli Camilla Rosatello 6-3, 3-6, [15-13] | Tímea Babos Vera Zvonarëva    | Simona Waltert Moyuka Uchijima     | Olga Danilović Polina Kudermetova Polona Hercog Zeynep Sönmez  |
| 25 marzo  | San Luis Open San Luis Potosí, Messico 115000 $ – Terra rossa – 32S/8Q/16D Singolare – Doppio                | Nadia Podoroska 6-1, 6-2                               | Francesca Jones               | Julia Riera Elisabetta Cocciaretto | Robin Montgomery Suzan Lamens Lucrezia Stefanini Laura Pigossi |
| 25 marzo  | San Luis Open San Luis Potosí, Messico 115000 $ – Terra rossa – 32S/8Q/16D Singolare – Doppio                | Anna Bondár Tamara Zidanšek w/o                        | Laura Pigossi Katarzyna Piter | Julia Riera Elisabetta Cocciaretto | Robin Montgomery Suzan Lamens Lucrezia Stefanini Laura Pigossi |

### Aprile
| Settimana | Torneo | Campionesse                                      | Finaliste                        | Semifinaliste                     | Eliminate ai quarti                                                |
| --------- | --- | ------------------------------------------------ | -------------------------------- | --------------------------------- | ------------------------------------------------------------------ |
| 1 aprile  | Open Internacional Femení Solgironès La Bisbal d'Empordà, Spagna 115000 $ – Terra rossa – 32S/8Q/8D Singolare – Doppio | María Carlé 3-6, 6-1, 6-2                        | Rebeka Masarova                  | Olga Danilović Dalma Gálfi        | Rebecca Šramková Elsa Jacquemot Oksana Selechmet'eva Zeynep Sönmez |
| 1 aprile  | Open Internacional Femení Solgironès La Bisbal d'Empordà, Spagna 115000 $ – Terra rossa – 32S/8Q/8D Singolare – Doppio | Miriam Kolodziejová Anna Sisková w/o             | Tímea Babos Dalma Gálfi          | Olga Danilović Dalma Gálfi        | Rebecca Šramková Elsa Jacquemot Oksana Selechmet'eva Zeynep Sönmez |
| 15 aprile | Oeiras Ladies Open Oeiras, Portogallo 164000 $ – Terra rossa – 32S/16Q/16D Singolare – Doppio                          | Suzan Lamens 6-4, 5-7, 6-4                       | Clara Tauson                     | Bernarda Pera Kristina Mladenovic | Francisca Jorge Matilde Jorge Alëna Falej Varvara Lepchenko        |
| 15 aprile | Oeiras Ladies Open Oeiras, Portogallo 164000 $ – Terra rossa – 32S/16Q/16D Singolare – Doppio                          | Francisca Jorge Matilde Jorge 6-0, 6-4           | Harriet Dart Kristina Mladenovic | Bernarda Pera Kristina Mladenovic | Francisca Jorge Matilde Jorge Alëna Falej Varvara Lepchenko        |
| 29 aprile | Catalonia Open Lleida, Spagna 115000 $ – Terra rossa – 32S/8Q/16D Singolare – Doppio                                   | Kateřina Siniaková 6-4, 4-6, 6-3                 | Mayar Sherif                     | Guiomar Maristany Camila Osorio   | Emma Navarro Arantxa Rus Magdalena Fręch Ashlyn Krueger            |
| 29 aprile | Catalonia Open Lleida, Spagna 115000 $ – Terra rossa – 32S/8Q/16D Singolare – Doppio                                   | Nicole Melichar-Martinez Ellen Perez 7-5, 6-2    | Katarzyna Piter Mayar Sherif     | Guiomar Maristany Camila Osorio   | Emma Navarro Arantxa Rus Magdalena Fręch Ashlyn Krueger            |
| 29 aprile | L'Open 35 de Saint-Malo Saint-Malo, Francia 115000 $ – Terra rossa – 32S/14Q/16D Singolare – Doppio                    | Loïs Boisson 4-6, 7-6(3), 6-3                    | Chloé Paquet                     | Céline Naef Alizé Cornet          | Clara Burel Peyton Stearns Katie Volynets Jessika Ponchet          |
| 29 aprile | L'Open 35 de Saint-Malo Saint-Malo, Francia 115000 $ – Terra rossa – 32S/14Q/16D Singolare – Doppio                    | Amina Anšba Anastasia Dețiuc 7-6(7), 2-6, [10-5] | Estelle Cascino Carole Monnet    | Céline Naef Alizé Cornet          | Clara Burel Peyton Stearns Katie Volynets Jessika Ponchet          |

### Maggio
| Settimana | Torneo                                                                                                   | Campionesse                                       | Finaliste                               | Semifinaliste                        | Eliminate ai quarti                                             |
| --------- | --- | ------------------------------------------------- | --------------------------------------- | ------------------------------------ | --------------------------------------------------------------- |
| 13 maggio | Trophée Clarins Parigi, Francia 115000 $ – Terra rossa – 32S/8Q/8D Singolare – Doppio                    | Diana Šnajder 6-2, 3-6, 6-4                       | Emma Navarro                            | Elena-Gabriela Ruse Varvara Gracheva | Fiona Ferro Alizé Cornet Ėrika Andreeva Katie Boulter           |
| 13 maggio | Trophée Clarins Parigi, Francia 115000 $ – Terra rossa – 32S/8Q/8D Singolare – Doppio                    | Asia Muhammad Aldila Sutjiadi 7-6(3), 4-6, [11-9] | Monica Niculescu Zhu Lin                | Elena-Gabriela Ruse Varvara Gracheva | Fiona Ferro Alizé Cornet Ėrika Andreeva Katie Boulter           |
| 13 maggio | Parma Ladies Open presented by Iren Parma, Italia 115000 $ – Terra rossa – 32S/8Q/10D Singolare – Doppio | Anna Karolína Schmiedlová 7-5, 2-6, 6-4           | Mayar Sherif                            | Renata Zarazúa Jule Niemeier         | Peyton Stearns Kamilla Rachimova Jesika Malečková Zeynep Sönmez |
| 13 maggio | Parma Ladies Open presented by Iren Parma, Italia 115000 $ – Terra rossa – 32S/8Q/10D Singolare – Doppio | Anna Danilina Irina Chromačëva 6-1, 6-2           | Ingrid Gamarra Martins Elixane Lechemia | Renata Zarazúa Jule Niemeier         | Peyton Stearns Kamilla Rachimova Jesika Malečková Zeynep Sönmez |

### Giugno
| Settimana | Torneo | Campionesse                                         | Finaliste                         | Semifinaliste                          | Eliminate ai quarti                                                  |
| --------- | --- | --------------------------------------------------- | --------------------------------- | -------------------------------------- | -------------------------------------------------------------------- |
| 3 giugno  | Open delle Puglie Bari, Italia 115000 $ – Terra rossa – 32S/8Q/8D Singolare – Doppio                        | Anca Todoni 6-4, 6-0                                | Panna Udvardy                     | Nadia Podoroska Tamara Zidanšek        | Beatrice Ricci Eva Lys Martina Trevisan Renata Zarazúa               |
| 3 giugno  | Open delle Puglie Bari, Italia 115000 $ – Terra rossa – 32S/8Q/8D Singolare – Doppio                        | Anna Danilina Irina Chromačëva 6-1, 6-3             | Angelica Moratelli Renata Zarazúa | Nadia Podoroska Tamara Zidanšek        | Beatrice Ricci Eva Lys Martina Trevisan Renata Zarazúa               |
| 3 giugno  | Makarska Open Macarsca, Croazia 115000 $ – Terra rossa – 32S/8Q/8D Singolare – Doppio                       | Katie Volynets 3-6, 6-2, 6-1                        | Mayar Sherif                      | Wang Xiyu Petra Martić                 | Léolia Jeanjean Brenda Fruhvirtová Maya Joint Nao Hibino             |
| 3 giugno  | Makarska Open Macarsca, Croazia 115000 $ – Terra rossa – 32S/8Q/8D Singolare – Doppio                       | Sabrina Santamaria Iryna Šymanovič 6-4, 3-6, [10-6] | Nao Hibino Oksana Kalašnikova     | Wang Xiyu Petra Martić                 | Léolia Jeanjean Brenda Fruhvirtová Maya Joint Nao Hibino             |
| 10 giugno | BBVA Open Internacional de Valencia Valencia, Spagna 115000 $ – Terra rossa – 32S/16Q/8D Singolare – Doppio | Ann Li 6-3, 6-4                                     | Viktorija Tomova                  | Iryna Šymanovič Jéssica Bouzas Maneiro | Darja Semeņistaja Laura Pigossi Elvina Kalieva Marina Bassols Ribera |
| 10 giugno | BBVA Open Internacional de Valencia Valencia, Spagna 115000 $ – Terra rossa – 32S/16Q/8D Singolare – Doppio | Katarzyna Piter Fanny Stollár 6-1, 4-6, [10-8]      | Angelica Moratelli Renata Zarazúa | Iryna Šymanovič Jéssica Bouzas Maneiro | Darja Semeņistaja Laura Pigossi Elvina Kalieva Marina Bassols Ribera |
| 17 giugno | Veneto Open promoted by Regione del Veneto Gaiba, Italia 115000 $ – Erba – 32S/8Q/8D Singolare – Doppio     | Alycia Parks 6-3, 6-1                               | Bernarda Pera                     | Susan Bandecchi Sara Errani            | Ankita Raina Robin Montgomery Alex Eala Kamilla Rachimova            |
| 17 giugno | Veneto Open promoted by Regione del Veneto Gaiba, Italia 115000 $ – Erba – 32S/8Q/8D Singolare – Doppio     | Hailey Baptiste Alycia Parks 7-6(4), 6-2            | Miriam Kolodziejová Anna Sisková  | Susan Bandecchi Sara Errani            | Ankita Raina Robin Montgomery Alex Eala Kamilla Rachimova            |

### Luglio
| Settimana | Torneo                                                                                          | Campionesse                                         | Finaliste                   | Semifinaliste                      | Eliminate ai quarti                                               |
| --------- | ----------------------------------------------------------------------------------------------- | --------------------------------------------------- | --------------------------- | ---------------------------------- | ----------------------------------------------------------------- |
| 8 luglio  | Nordea Open Båstad, Svezia 115000 $ – Terra rossa – 32S/16D Singolare – Doppio                  | Martina Trevisan 6-2, 6-2                           | Ann Li                      | Louisa Chirico Nuria Párrizas Díaz | Diane Parry Katarina Zavac'ka Tamara Korpatsch Katarzyna Kawa     |
| 8 luglio  | Nordea Open Båstad, Svezia 115000 $ – Terra rossa – 32S/16D Singolare – Doppio                  | Peangtarn Plipuech Tsao Chia-yi 7-5, 6-3            | María Carlé Julia Riera     | Louisa Chirico Nuria Párrizas Díaz | Diane Parry Katarina Zavac'ka Tamara Korpatsch Katarzyna Kawa     |
| 8 luglio  | Grand Est Open 88 Contrexéville, Francia 115000 $ – Terra rossa – 32S/12Q/8D Singolare – Doppio | Lucia Bronzetti 6-4, 6(4)-7, 7-5                    | Mayar Sherif                | Gao Xinyu Séléna Janicijevic       | Margaux Rouvroy Elsa Jacquemot Emiliana Arango Dalila Jakupović   |
| 8 luglio  | Grand Est Open 88 Contrexéville, Francia 115000 $ – Terra rossa – 32S/12Q/8D Singolare – Doppio | Oksana Kalašnikova Iryna Šymanovič 5-7, 6-3, [10-7] | Wu Fang-hsien Zhang Shuai   | Gao Xinyu Séléna Janicijevic       | Margaux Rouvroy Elsa Jacquemot Emiliana Arango Dalila Jakupović   |
| 22 luglio | Polish Open Varsavia, Polonia 115000 $ – Cemento – 32S/8Q/8D Singolare – Doppio                 | Alycia Parks 4-6, 6-3, 6-3                          | Maya Joint                  | Maja Chwalińska Leonie Küng        | Mariam Bolkvadze Darja Semeņistaja Isabella Šinikova Lina Glushko |
| 22 luglio | Polish Open Varsavia, Polonia 115000 $ – Cemento – 32S/8Q/8D Singolare – Doppio                 | Weronika Falkowska Martyna Kubka 6–4, 7–6(5)        | Céline Naef Nina Stojanović | Maja Chwalińska Leonie Küng        | Mariam Bolkvadze Darja Semeņistaja Isabella Šinikova Lina Glushko |

### Agosto
| Settimana | Torneo                                                                                          | Campionesse                                       | Finaliste                    | Semifinaliste                      | Eliminate ai quarti                                             |
| --------- | ----------------------------------------------------------------------------------------------- | ------------------------------------------------- | ---------------------------- | ---------------------------------- | --------------------------------------------------------------- |
| 5 agosto  | ECE Ladies Hamburg Open Amburgo, Germania 115000 $ – Terra rossa – 32S/8Q/8D Singolare – Doppio | Anna Bondár 6-4, 6-2                              | Arantxa Rus                  | Olga Danilović Elena-Gabriela Ruse | Mayar Sherif Eva Lys Polina Kudermetova Tamara Korpatsch        |
| 5 agosto  | ECE Ladies Hamburg Open Amburgo, Germania 115000 $ – Terra rossa – 32S/8Q/8D Singolare – Doppio | Anna Bondár Kimberley Zimmermann 5-7, 6-3, [11-9] | Arantxa Rus Nina Stojanović  | Olga Danilović Elena-Gabriela Ruse | Mayar Sherif Eva Lys Polina Kudermetova Tamara Korpatsch        |
| 12 agosto | Barranquilla Open Barranquilla, Colombia 115000 $ – Cemento – 32S/10Q/8D Singolare – Doppio     | Nadia Podoroska 6-2, 1-6, 6-3                     | Tatjana Maria                | Antonia Ružić Anastasija Soboljeva | Suzan Lamens Solana Sierra Mariam Bolkvadze Viktória Hrunčáková |
| 12 agosto | Barranquilla Open Barranquilla, Colombia 115000 $ – Cemento – 32S/10Q/8D Singolare – Doppio     | Jessica Failla Hiroko Kuwata 4-6, 7-6(2), [10-7]  | Quinn Gleason Ingrid Martins | Antonia Ružić Anastasija Soboljeva | Suzan Lamens Solana Sierra Mariam Bolkvadze Viktória Hrunčáková |

### Settembre
| Settimana    | Torneo                                                                                            | Campionesse                                           | Finaliste                             | Semifinaliste                             | Eliminate ai quarti                                                        |
| ------------ | ------------------------------------------------------------------------------------------------- | ----------------------------------------------------- | ------------------------------------- | ----------------------------------------- | -------------------------------------------------------------------------- |
| 2 settembre  | Guadalajara 125 Open Guadalajara, Messico 115000 $ – Cemento – 32S/8Q/8D Singolare – Doppio       | Kamilla Rachimova 6-3, 6(5)-7, 6-3                    | Tatjana Maria                         | Anna Karolína Schmiedlová Emiliana Arango | Emina Bektas Olivia Gadecki Rebecca Marino Martina Trevisan                |
| 2 settembre  | Guadalajara 125 Open Guadalajara, Messico 115000 $ – Cemento – 32S/8Q/8D Singolare – Doppio       | Katarzyna Piter Fanny Stollár 6-4, 7-5                | Angelica Moratelli Sabrina Santamaria | Anna Karolína Schmiedlová Emiliana Arango | Emina Bektas Olivia Gadecki Rebecca Marino Martina Trevisan                |
| 2 settembre  | Montreux Nestlé Open Montreux, Svizzera 115000 $ – Terra rossa – 32S/16Q/8D Singolare – Doppio    | Irina-Camelia Begu 1-6, 6-3, 6-0                      | Petra Marčinko                        | Darja Semeņistaja Nuria Párrizas Díaz     | Anca Todoni Polina Kudermetova Jil Teichmann Tara Würth                    |
| 2 settembre  | Montreux Nestlé Open Montreux, Svizzera 115000 $ – Terra rossa – 32S/16Q/8D Singolare – Doppio    | Quinn Gleason Ingrid Martins 6-3, 4-6, [10-7]         | María Carlé Simona Waltert            | Darja Semeņistaja Nuria Párrizas Díaz     | Anca Todoni Polina Kudermetova Jil Teichmann Tara Würth                    |
| 9 settembre  | Țiriac Foundation Trophy Bucarest, Romania 115000 $ – Terra rossa – 32S/16Q/8D Singolare – Doppio | Miriam Bulgaru 6-3, 1-6, 6-4                          | Kathinka von Deichmann                | Patricia Maria Țig Ekaterine Gorgodze     | María Carlé Anouk Koevermans Marie Benoît Alevtina Ibragimova              |
| 9 settembre  | Țiriac Foundation Trophy Bucarest, Romania 115000 $ – Terra rossa – 32S/16Q/8D Singolare – Doppio | Carole Monnet Darja Semeņistaja 1-6, 6-2, [10-7]      | Aliona Bolsova Katarzyna Kawa         | Patricia Maria Țig Ekaterine Gorgodze     | María Carlé Anouk Koevermans Marie Benoît Alevtina Ibragimova              |
| 9 settembre  | Slovenia Open WTA Lubiana, Slovenia 115000 $ – Terra rossa – 32S/8Q/16D Singolare – Doppio        | Jil Teichmann 7-6(8), 6-4                             | Nuria Párrizas Díaz                   | Francesca Jones Olga Danilović            | Victoria Jiménez Kasintseva Krystina Dzmitruk Ella Seidel Nuria Brancaccio |
| 9 settembre  | Slovenia Open WTA Lubiana, Slovenia 115000 $ – Terra rossa – 32S/8Q/16D Singolare – Doppio        | Nuria Brancaccio Leyre Romero Gormaz 5-7, 7-5, [10-7] | Lina Ǵorčeska Jil Teichmann           | Francesca Jones Olga Danilović            | Victoria Jiménez Kasintseva Krystina Dzmitruk Ella Seidel Nuria Brancaccio |
| 30 settembre | Hong Kong 125 Open Hong Kong, Cina 115000 $ – Cemento – 32S/16Q/8D Singolare – Doppio             | Ajla Tomljanović 4-6, 6-4, 6-4                        | Clara Tauson                          | Anna Blinkova Varvara Gracheva            | Emma Navarro McCartney Kessler Suzan Lamens Nao Hibino                     |
| 30 settembre | Hong Kong 125 Open Hong Kong, Cina 115000 $ – Cemento – 32S/16Q/8D Singolare – Doppio             | Monica Niculescu Elena-Gabriela Ruse 6-3, 5-7, [10-5] | Nao Hibino Makoto Ninomiya            | Anna Blinkova Varvara Gracheva            | Emma Navarro McCartney Kessler Suzan Lamens Nao Hibino                     |

### Ottobre
| Settimana  | Torneo                                                                                 | Campionesse                                   | Finaliste                         | Semifinaliste                      | Eliminate ai quarti                                           |
| ---------- | -------------------------------------------------------------------------------------- | --------------------------------------------- | --------------------------------- | ---------------------------------- | ------------------------------------------------------------- |
| 21 ottobre | Abierto Tampico Tampico, Messico 115000 $ – Cemento – 32S/16Q/16D Singolare – Doppio   | Marina Stakusic 6-4, 2-6, 6-4                 | Anna Blinkova                     | Sara Sorribes Tormo Rebecca Marino | Lucrezia Stefanini Tatjana Maria Maya Joint Varvara Lepchenko |
| 21 ottobre | Abierto Tampico Tampico, Messico 115000 $ – Cemento – 32S/16Q/16D Singolare – Doppio   | Carmen Corley Rebecca Marino 6-3, 6-3         | Alina Korneeva Polina Kudermetova | Sara Sorribes Tormo Rebecca Marino | Lucrezia Stefanini Tatjana Maria Maya Joint Varvara Lepchenko |
| 28 ottobre | Bolivia Open Santa Cruz, Bolivia 115000 $ – Terra rossa – 32S/8Q/8D Singolare – Doppio | Anca Todoni 7-6(5), 6-0                       | Emiliana Arango                   | Panna Udvardy Darja Semeņistaja    | Leyre Romero Gormaz Tara Würth Julia Riera Chloé Paquet       |
| 28 ottobre | Bolivia Open Santa Cruz, Bolivia 115000 $ – Terra rossa – 32S/8Q/8D Singolare – Doppio | Nuria Brancaccio Leyre Romero Gormaz 6-4, 6-4 | Aliona Bolsova Valerija Strachova | Panna Udvardy Darja Semeņistaja    | Leyre Romero Gormaz Tara Würth Julia Riera Chloé Paquet       |

### Novembre
| Settimana   | Torneo | Campionesse                                      | Finaliste                           | Semifinaliste                   | Eliminate ai quarti                                                 |
| ----------- | --- | ------------------------------------------------ | ----------------------------------- | ------------------------------- | ------------------------------------------------------------------- |
| 4 novembre  | Cali Open Cali, Colombia 115000 $ – Terra rossa – 32S/16Q/15D Singolare – Doppio                                  | Irina-Camelia Begu 6-3, 6-3                      | Veronika Erjavec                    | Panna Udvardy Tina Nadine Smith | Camila Osorio Jazmín Ortenzi Leyre Romero Gormaz Anca Todoni        |
| 4 novembre  | Cali Open Cali, Colombia 115000 $ – Terra rossa – 32S/16Q/15D Singolare – Doppio                                  | Veronika Erjavec Kristina Mladenovic 6-2, 7-6(4) | Tara Würth Katarina Zavac'ka        | Panna Udvardy Tina Nadine Smith | Camila Osorio Jazmín Ortenzi Leyre Romero Gormaz Anca Todoni        |
| 4 novembre  | Dow Tennis Classic Midland, Stati Uniti d'America 115000 $ – Cemento (i) – 32S/16Q/15D Singolare – Doppio         | Rebecca Marino 6-2, 6-1                          | Alycia Parks                        | Lesja Curenko Lauren Davis      | Karina Miller Alina Korneeva Astra Sharma Varvara Lepchenko         |
| 4 novembre  | Dow Tennis Classic Midland, Stati Uniti d'America 115000 $ – Cemento (i) – 32S/16Q/15D Singolare – Doppio         | Emily Appleton Maia Lumsden 6-2, 4-6, [10-5]     | Ariana Arseneault Mia Kupres        | Lesja Curenko Lauren Davis      | Karina Miller Alina Korneeva Astra Sharma Varvara Lepchenko         |
| 18 novembre | Fifth Third Charleston 2 Charleston, Stati Uniti d'America 115000 $ – Terra verde – 32S/8Q/15D Singolare – Doppio | Renata Zarazúa 6-1, 7-6(4)                       | Hanna Chang                         | Lauren Davis Nuria Brancaccio   | Louisa Chirico Gabriela Lee Varvara Lepchenko Leyre Romero Gormaz   |
| 18 novembre | Fifth Third Charleston 2 Charleston, Stati Uniti d'America 115000 $ – Terra verde – 32S/8Q/15D Singolare – Doppio | Nuria Brancaccio Leyre Romero Gormaz 7-6(6), 6-2 | Kayla Cross Liv Hovde               | Lauren Davis Nuria Brancaccio   | Louisa Chirico Gabriela Lee Varvara Lepchenko Leyre Romero Gormaz   |
| 18 novembre | LP Open by IND Colina, Cile 115000 $ – Terra rossa – 32S/8Q/14D Singolare – Doppio                                | Nina Stojanović 3-6, 6-4, 6-4                    | María Carlé                         | Sára Bejlek Mayar Sherif        | Darja Semeņistaja Guiomar Maristany Francisca Jorge Georgia Crăciun |
| 18 novembre | LP Open by IND Colina, Cile 115000 $ – Terra rossa – 32S/8Q/14D Singolare – Doppio                                | Mayar Sherif Nina Stojanović w/o                 | Léolia Jeanjean Kristina Mladenovic | Sára Bejlek Mayar Sherif        | Darja Semeņistaja Guiomar Maristany Francisca Jorge Georgia Crăciun |
| 25 novembre | IEB+ Argentina Open Buenos Aires, Argentina 115000 $ – Terra rossa – 32S/8Q/8D Singolare – Doppio                 | Mayar Sherif 6-3, 4-6, 6-4                       | Katarzyna Kawa                      | María Carlé Sára Bejlek         | Darja Semeņistaja Julia Riera Jazmín Ortenzi Léolia Jeanjean        |
| 25 novembre | IEB+ Argentina Open Buenos Aires, Argentina 115000 $ – Terra rossa – 32S/8Q/8D Singolare – Doppio                 | Maja Chwalińska Katarzyna Kawa 6-4, 3-6, [10-7]  | Laura Pigossi Mayar Sherif          | María Carlé Sára Bejlek         | Darja Semeņistaja Julia Riera Jazmín Ortenzi Léolia Jeanjean        |

### Dicembre
| Settimana  | Torneo                                                                                          | Campionesse                                   | Finaliste                              | Semifinaliste                      | Eliminate ai quarti                                                         |
| ---------- | ----------------------------------------------------------------------------------------------- | --------------------------------------------- | -------------------------------------- | ---------------------------------- | --------------------------------------------------------------------------- |
| 2 dicembre | Open In Arte Angers Loire Angers, Francia 115000 $ – Cemento (i) – 32S/8Q/8D Singolare – Doppio | Alycia Parks 7-6(4), 3-6, 6-0                 | Belinda Bencic                         | Mona Barthel Dominika Šalková      | Barbora Palicová Victoria Jiménez Kasintseva Océane Dodin Varvara Lepchenko |
| 2 dicembre | Open In Arte Angers Loire Angers, Francia 115000 $ – Cemento (i) – 32S/8Q/8D Singolare – Doppio | Monica Niculescu Elena-Gabriela Ruse 6-3, 6-4 | Belinda Bencic Céline Naef             | Mona Barthel Dominika Šalková      | Barbora Palicová Victoria Jiménez Kasintseva Océane Dodin Varvara Lepchenko |
| 2 dicembre | MundoTenis Open Florianópolis, Brasile 115000 $ – Terra rossa – 32S/8Q/16D Singolare – Doppio   | Maja Chwalińska 6-1, 6-2                      | Ylena In-Albon                         | María Carlé Léolia Jeanjean        | Katarzyna Kawa Nicole Fossa Huergo Valerija Strachova Mayar Sherif          |
| 2 dicembre | MundoTenis Open Florianópolis, Brasile 115000 $ – Terra rossa – 32S/8Q/16D Singolare – Doppio   | Maja Chwalińska Laura Pigossi 7-6(3), 6-3     | Nicole Fossa Huergo Valerija Strachova | María Carlé Léolia Jeanjean        | Katarzyna Kawa Nicole Fossa Huergo Valerija Strachova Mayar Sherif          |
| 9 dicembre | Open BLS de Limoges Limoges, Francia 115000 $ – Cemento (i) – 32S/8Q/8D Singolare – Doppio      | Viktorija Golubic 7-5, 6-4                    | Céline Naef                            | Elsa Jacquemot Nuria Párrizas Díaz | Manon Léonard Ėrika Andreeva Varvara Lepchenko Carole Monnet                |
| 9 dicembre | Open BLS de Limoges Limoges, Francia 115000 $ – Cemento (i) – 32S/8Q/8D Singolare – Doppio      | Elsa Jacquemot Margaux Rouvroy 6-4, 6-3       | Ėrika Andreeva Séléna Janicijevic      | Elsa Jacquemot Nuria Párrizas Díaz | Manon Léonard Ėrika Andreeva Varvara Lepchenko Carole Monnet                |

### Cancellazioni e spostamenti
| Settimana originaria | Torneo                                                              | Esito                                             |
| -------------------- | ------------------------------------------------------------------- | ------------------------------------------------- |
| 22 gennaio           | Tiny's Ice-Cream Open Đà Nẵng, Vietnam 115000 $ - Cemento           | Cancellato per mancanza di sponsor                |
| 12 agosto            | Golden Gate Open Stanford, Stati Uniti d'America 164000 $ - Cemento | Cancellato per piani di ricostruzione dell'evento |
| 7 ottobre            | Chengdu Open WTA 125 Chengdu, Cina 115000 $ - Cemento               | Cancellato                                        |
| 14 ottobre           | Mazatlán Ladies Open Mazatlán, Messico 115000 $ - Cemento           | Cancellato                                        |
| 21 ottobre           | Sao Paulo Open San Paolo, Brasile 115000 $ - Terra rossa            | Cancellato                                        |